# یواس‌اس وابان (۱۸۸۰)
یواس‌اس وابان (۱۸۸۰) (به انگلیسی: USS Waban (1880)) یک کشتی بود که طول آن ۸۵ فوت ۰ اینچ (۲۵٫۹۱ متر) بود. این کشتی در سال ۱۸۸۰ ساخته شد.